# Parque provincial Bajo de Véliz
El Parque provincial Bajo de Véliz es un área protegida ubicada en cercanías de la localidad de Santa Rosa de Conlara, en el departamento Junín, al noreste de la provincia de San Luis, en la región central de la Argentina. El parque protege un importante yacimiento paleontológico del subperíodo Pensilvaniano (Carbonífero Superior).

## Características generales
El Parque provincial Bajo de Véliz fue creado mediante la ley provincial n.º 5423 del año 1989. En el año 2004 se crea el Sistema de Áreas Naturales Protegidas mediante la ley IX-0333, que ratifica la protección de la zona y define la superficie del parque en 6000 ha. correspondientes a la ecorregión chaco seco, aproximadamente en la posición 32°17′S 65°24′O / -32.283, -65.400.
El objetivo de su creación fue preservar una zona representativa de ambiente silvestre natural no afectada por los impactos antrópicos y destinarla a fines científicos, educativos y recreativos.

El Bajo de Véliz está ubicado a unos 33 km al oeste de la localidad de Santa Rosa de Conlara, en el sector noreste de las sierras de San Luis. Se trata de una quebrada de aproximadamente 12 km de largo por un ancho de alrededor de 200 a 500 m hasta su límite norte, donde se ensancha hasta los 2000 m, aproximadamente. La quebrada está recorrida por el arroyo Cautana.
Se lo denomina Bajo de Véliz por estar ubicado en un bajo y debido a que unos antiguos habitantes de la zona eran de apellido Véliz.

## Yacimiento paleontológico
La formación Bajo de Véliz es una estructura paleozoica ampliamente estudiada desde el año 1969.
Durante varios años la zona fue explotada con el objeto de extraer piedra laja. En el curso de esta actividad se produjo el hallazgo de un fósil extraordinario por su estado de conservación y su tamaño, que fue entregado al paleontólogo argentino Mario Hünicken, quien en el año 1980 lo describió como Megarachne servinei.
Investigaciones desarrolladas posteriormente produjeron notables hallazgos en sucesivos estratos, varios de los cuales presentan evidencia de fósiles de insectos, briófitas y flora paleozoica. Se estima que esta formación tiene una antigüedad de 286 millones de años.

## Sitio arqueológico
En la reserva, especialmente en cercanías del arroyo Cautana, se han hallado morteros comunitarios tallados en un bloque de piedra y varios útiles que se atribuyen a la presencia de comunidades de comechingones en la zona.

## Flora
La reserva presenta la flora típica serrana de monte, compuesta básicamente por pajonales y pastizales que se extienden bajo especies de mayor porte y árboles como los algarrobos negro (Prosopis nigra) y blanco (Prosopis alba), el quebracho blanco (Aspidosperma quebracho-blanco), el chañar (Geoffroea decorticans), el tala (Celtis tala) y el molle de beber (Lithraea molleoides).
La presencia de un ejemplar de guacayán (Caesalpinia) resulta destacable, ya que se trata de una especie cuyo límite de distribución se encuentra mucho más al norte y es el único en la provincia de San Luis.

## Fauna
La fauna de la reserva incluye mamíferos como los zorros (Lycalopex gymnocercus), los pecaríes (Tayassuidae) y los gatos del pajonal (Leopardus colocolo), entre otros.
La reserva se caracteriza por su riqueza ornitológica. Se han registrado más de 50 especies de aves, entre las que se destacan el inambú montaraz (Nothoprocta cinerascens), la garza blanca (Ardea alba), el cóndor andino (Vultur gryphus), el carancho (Caracara plancus), el carpintero negro (Dryocopus schulzi) y variedad de pájaros cantores, como la viudita chaqueña (Knipolegus striaticeps), el crestudo (Coryphistera alaudina), el chinchero grande (Drymornis bridgesii), la tacuarita azul (Polioptila dumicola), la calandria real (Mimus triurus), la reinamora grande (Cyanocompsa brissonii) y el naranjero (Pipraeidea bonariensis), entre otros.